# Bramschtunnel
Der Bramschtunnel (offiziell Tunnel Bramschstraße) ist ein Straßentunnel im Dresdner Stadtteil Löbtau. Er führt die Bundesstraße 173 (Bramschstraße) unter einer Gründerzeitsiedlung hindurch und ist Bestandteil der Nordtangente Dresden-Gorbitz, die für eine bessere Anbindung der Innenstadt an die Bundesautobahn 17 sorgen soll.
Benannt ist er wie die Bramschstraße nach dem Dresdner Unternehmer Johann Ludwig Bramsch (1811–1877).

## Verlauf
Der Bramschtunnel beginnt kurz hinter der Kreuzung Emerich-Ambros-Ufer/Fröbelstraße (Ostportal) und unterquert in seinem Verlauf die Burgkstraße, Gohliser Straße, Rudolf-Renner-Straße, Klopstockstraße und die Bramschstraße. Kurz vor der Einmündung der Braunsdorfer Straße mündet der Bramschtunnel in die Coventrystraße im Stadtteil Gorbitz (Westportal). Vor dem Ostportal zweigen Verbindungsstraßen zum Wohngebiet ab.

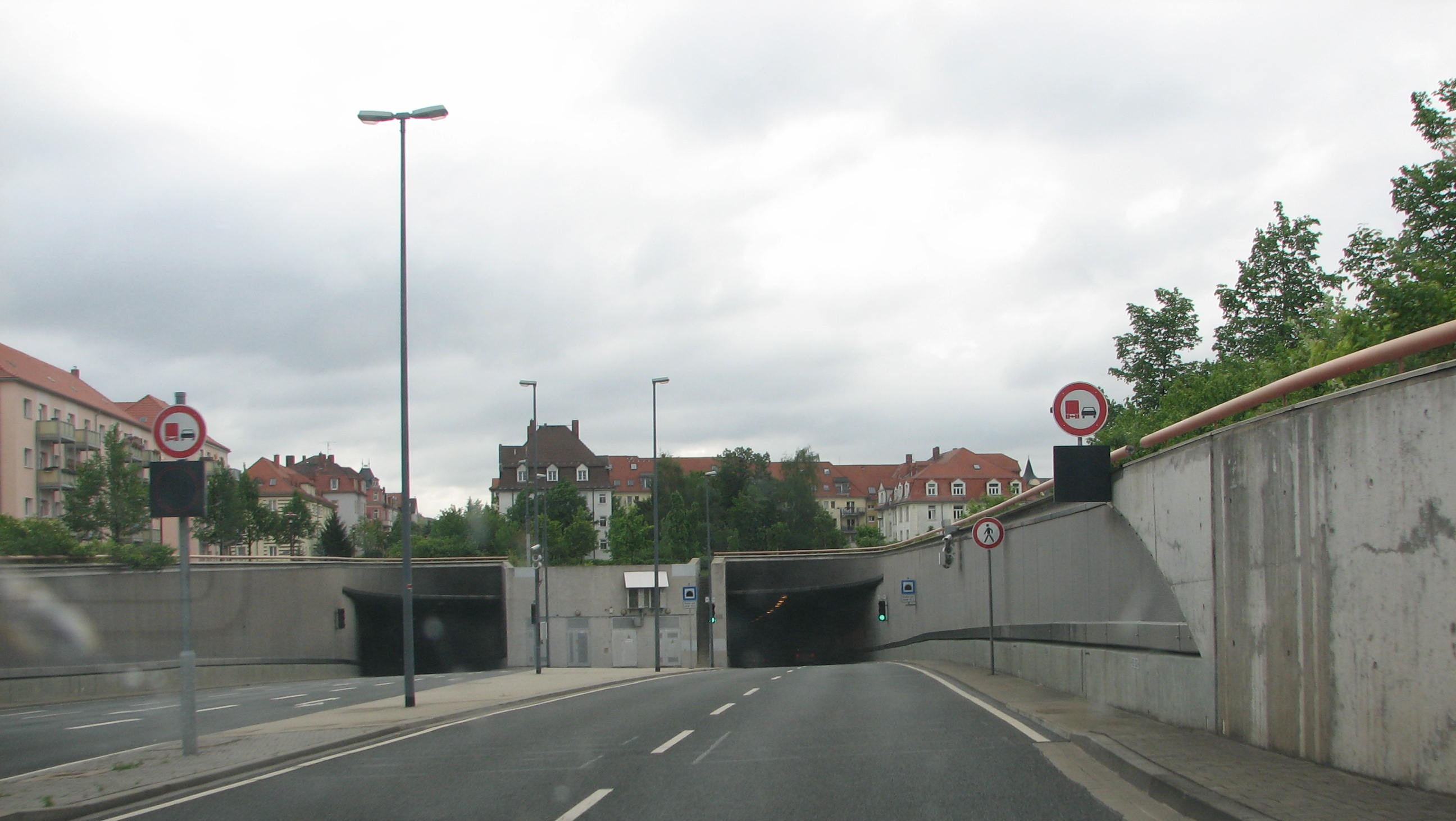
Das Westportal des Bramschtunnels.

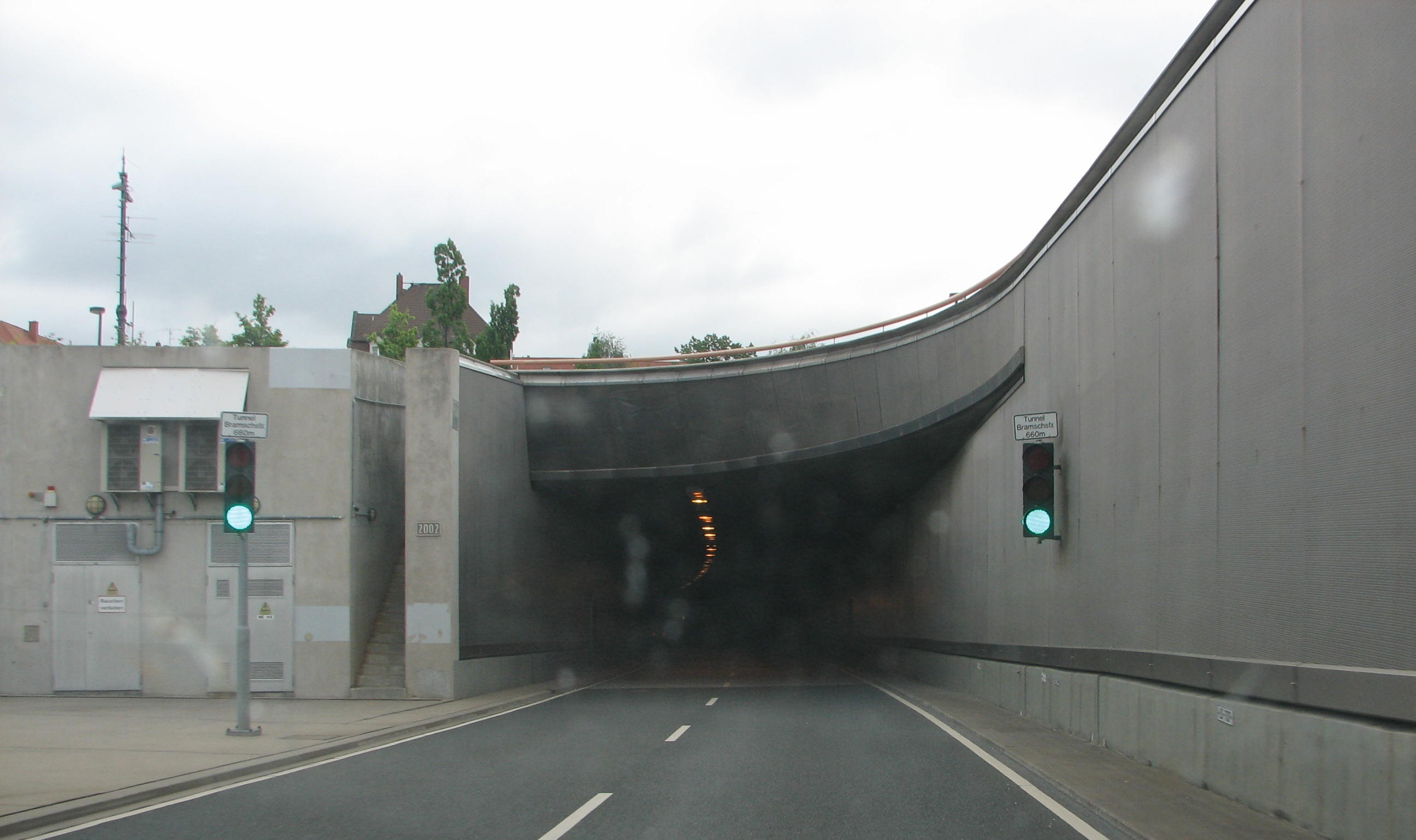
Die Südröhre des Bramschtunnels am Westportal.

## Beschreibung
Kernstück des Bramschtunnels sind zwei Tunnelröhren, die jeweils mit einer Gesamtfahrbreite von 7,50 Metern und zwei Fahrstreifen ausgestattet sind. Sie liegen 5–17 Meter unter der Erdoberfläche, die nördliche Röhre misst 660 Meter, die Südröhre hat eine Länge von 667,5 Metern. Die Tunnelwände sind 40 Zentimeter dick und bestehen aus Beton, auf den eine Isolierfolie aufgetragen wurde. Auf beiden Seiten der Fahrbahnen befinden sich einen Meter breite Gehwege, die im Notfall benutzt werden können.
Die Belüftung der Tunnelröhren wird von acht Stahlventilatoren gewährleistet. Die Beleuchtung erfolgt über Natriumdampflampen nach dem Gegenstrahl- und Mischkontrastbeleuchtungsprinzip. Für Notfälle gibt es insgesamt sechs Notruftelefone und zwölf Feuerlöscher im Tunnel. Der Bramschtunnel verfügt über eine automatische Brandmeldeanlage und Fernsehüberwachung an den beiden Portalen. Zwischen beiden Röhren gibt es einen Verbindungsstollen, der als Rettungsweg genutzt wird.
Am Westportal befindet sich zwischen den beiden Röhren das Kontrollzentrum des Tunnels.

## Geschichte
Die Vorarbeiten begannen am 16. September 1999 mit Rodungen und Abrissarbeiten an den Tunneleinfahrten am zukünftigen Westportal des Bramschtunnels. Anfang des Jahres 2000 begannen die Bohrarbeiten. Der Tunnelanschlag fand am 22. März 2000 statt. Die Bohrungen von 475 bis 485 Metern fanden in bergmännischer Bauweise, die restlichen 185 Meter in offener Bauweise statt. Insgesamt wurden rund 100.000 Kubikmeter Erdmaterial ausgehoben. Am 11. April 2001 war der Tunneldurchschlag, sechs Monate vor dem Zeitplan, erreicht.
Bis Sommer 2002 folgten dann die restlichen Arbeiten wie das Abdichten des Tunnelgewölbes und das Asphaltieren der Fahrbahnen. Mit den Zufahrts- und Verbindungsstraßen hat die Ausbaustrecke eine Länge von etwa 1000 Metern. Der fertiggestellte Tunnel wurde am 30. November 2002 für den Verkehr freigegeben. Der Bau kostete etwa 104 Mio. D-Mark bzw. etwa 50 Mio. Euro. Drei Viertel der Kosten deckten Fördermittel ab, das restliche Geld (ca. 29 Mio. Mark) steuerte die Stadt Dresden bei.